# Gregory Buckingham
Gregory Buckingham (Estados Unidos, 29 de julio de 1945-11 de noviembre de 1990) fue un nadador estadounidense especializado en pruebas de cuatro estilos, donde consiguió ser subcampeón olímpico en 1968 en los 200 metros.

## Carrera deportiva
En los Juegos Olímpicos de México 1968 ganó la medalla de plata en los 200 metros estilos, con un tiempo de 2:13.0 segundos, tras su compatriota Charlie Hickcox que batió el récord olímpico con 2:12.0 segundos, y por delante de otro estadounidense John Ferris (bronce con 2:13.3 segundos).